# Rájec
Rájec (in tedesco Großrasel) è un comune della Repubblica Ceca facente parte del distretto di Šumperk, nella regione di Olomouc.